# 秦婦吟
《秦婦吟》是中國長篇敘事樂府詩，是現存唐詩中最長的一首。作者是唐朝末年的韋莊，背景是黃巢之變。《秦婦吟》與漢代的《孔雀東南飛》與北朝的《木蘭詩》合稱「樂府三絕」。

## 背景
唐僖宗廣明元年（880年）黃巢軍攻入長安，僖宗出逃成都，韋莊因應試正留在城中，目睹黃巢之亂，兵中弟妹一度相失，又多日卧病；离开长安的第二年，中和三年（883年）在东都洛阳，他將當時耳聞目見的種種亂離情形，通過一位從長安逃難出來的女子——即秦婦的「自述」，寫成長篇敘事詩《秦婦吟》。

## 內容
秦婦吟是一首“七言敘事詩”，全長238句，1666字，時跨三年，涉及地點有長安、三峰路、楊震關、新安東等，整首詩可分成兩大部份。前半部分146句，1022字，寫黃巢亂軍攻佔長安，後半部分92句，644字，寫秦婦逃出長安、東奔洛陽，目睹一切所見所聞。這首詩流行一時，許多人家都將詩句刺在屏風、幛子上，“流於人間，疏於屏壁”“冬寒夏熱，入人肌骨，不可除去”。時人稱韋莊是“《秦婦吟》秀才”，與白居易的“長恨歌主”並稱佳話。
韋莊在詩中寫有“內庫燒為錦繡灰，天街踏盡公卿骨”這樣的詩句，引起了唐公卿世族的不滿，韋莊在發達之後，亦極力收回原本，在《家誡》內特別囑咐家人“不許垂《秦婦吟》幛子”。韋藹給他編定詩集，也沒有把這首詩編進去。這首詩到了宋朝一度失傳。清朝光緒二十六年（1900年）發現了敦煌文獻，其中有《秦婦吟》寫本，最早的是唐天复五年（哀帝天祜二年，905年）张龟的写本，另有贞明五年（919年）安友盛写本。1936年陳寅恪曾發表《讀〈秦婦吟〉》。1940年发表《韦庄〈秦妇吟〉校笺》。1950年又写有《〈秦妇吟〉校笺旧稿补正》。